# Мессенкамп
Мессенкамп (нем. Messenkamp) — община в Германии, в земле Нижняя Саксония.
Входит в состав района Шаумбург. Подчиняется управлению Роденберг. Население составляет 792 человека (на 31 декабря 2010 года). Занимает площадь 6,78 км².
| Год  | Население |
| ---- | --------- |
| 1990 | 794       |
| 1995 | 828       |
| 2000 | 828       |
| 2005 | 861       |
| 2010 | 806       |